# Jean-Baptiste Bompard
Pour les articles homonymes, voir Bompard.
Jean-Baptiste François Bompard, né le 12 juillet 1757 à Lorient, mort le 6 mars 1841 à Saint-Nazaire (Gard), est un marin français ayant notamment participé comme corsaire à la guerre d'indépendance américaine.

## Biographie

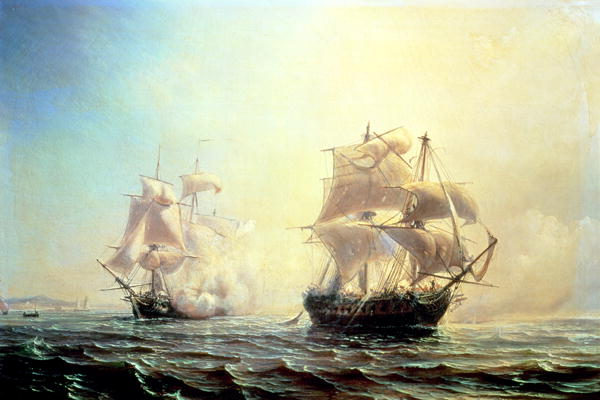
Combat entre l’Embuscade et le Boston, 31 juillet 1793.

Pendant les combats de la première coalition opposant la première république française au reste de l'Europe, il commande la frégate L'Embuscade à bord de laquelle il conduit l'ambassadeur français Edmond-Charles Genêt auprès de la jeune république américaine. Alors que son navire (armé de 32 canons) est à l'ancre dans le port (neutre) de New York, il est défié par George Courtenay le commandant du HMS Boston de la Royal Navy à un combat naval dans les eaux internationales au large de la rade de New York. Cette bataille navale se produit au matin du 31 juillet 1793 à la vue d'une foule de curieux pressés sur le rivage américain.  Au cours du combat le second de Courtenay considérant que son commandant est tué, en fait jeter le corps à la mer mais se montre incapable de poursuivre l'engagement. La lutte indécise force toutefois le navire anglais à rompre le combat et à fuir vers Terre-Neuve. Malgré trois mâts brisés, Bompart parvient à ramener sa frégate dans le port de New York où il est reçu en héros. À titre de témoignage de reconnaissance, la ville fait frapper et lui octroie une médaille que le Français accepte à condition de ne pas avoir à la porter sur son uniforme, la Convention nationale ayant interdit aux militaires français le port de médailles ou décorations. 
Quelques années plus tard, la France décidant de soutenir la rébellion irlandaise et sa démarche indépendantiste à l'égard de la couronne britannique il participe à la tentative de débarquement en Irlande. Cette opération qu'il dirige pour sa partie maritime échoue et voit plusieurs des bâtiments français défaits, pris ou coulés au cours de la bataille de l'île de Toraigh.
Il est par la suite nommé amiral jusqu'à sa retraite prématurée, en 1801, en raison de ses opinions politiques. 

## Hommages
Plusieurs villes de Bretagne ont donné son nom à une rue, on peut citer notamment Brest, Lorient, Saint-Malo.

### Sources et bibliographie
- Emmanuel Salmon-Legagneur (dir.) et al. (préf. Yvon Bourges, anc. ministre, prés. du conseil régional de Bretagne), Les noms qui ont fait l'histoire de Bretagne : 1 000 noms pour les rues de Bretagne, Spézet, Coop Breizh et Institut culturel de Bretagne, 1997, 446 p. (ISBN 978-2-84346-032-6), p. 53Notice de Paul Coat.